# Nora Weiss
Nora Weiss (Solo für Weiss) è una serie televisiva tedesca creata da Mathias Klaschka. Trasmessa dal 7 novembre 2016 sul canale ZDF, è composta da una sola stagione di sei episodi in formato di film TV.
In Italia la serie va in onda su Rai 2 dal 14 ottobre 2018.

## Trama
Nora Weiss, una poliziotta della polizia di stato, ha una figlioccia di nome Daina. Un giorno, però, scompare su un traghetto che collega Riga con Lubecca. Al suo nuovo lavoro, la polizia del Land Schleswig-Holstein (LKA-SH), porta il suo supervisore Jan Geissler che si dedica alla vicenda della figlioccia scomparsa, dal momento che Weiss deve occuparsi del caso Mattner. Nora lavora con Simon Brandt, un collega che si è trasferito da Dortmund a Lubecca.

## Episodi
| nº | Titolo originale                 | Titolo italiano            | Prima TV Germania | Prima TV Italia  |
| -- | -------------------------------- | -------------------------- | ----------------- | ---------------- |
| 1  | Das verschwundene Mädchen        | La bambina scomparsa       | 7 novembre 2016   | 14 ottobre 2018  |
| 2  | Die Wahrheit hat viele Gesichter | I mille volti della verità | 9 novembre 2016   | 18 novembre 2018 |
| 3  | Es ist nicht vorbei              | Non è finita               | 5 marzo 2018      | 4 aprile 2021    |
| 4  | Für immer Schweigen              | Tacere per sempre          | 25 novembre 2019  | 27 marzo 2022    |
| 5  | Schlaflos                        |                            | 19 ottobre 2020   |                  |
| 6  | Das letzte Opfer                 |                            | 29 novembre 2021  |                  |